# Make Me...
A "Make Me..." Britney Spears amerikai énekesnő első kislemeze a kilencedik stúdióalbumáról, a Glory-ról. A dalon közreműködik G-Eazy. A számot Britney, Matthew Burns, Joe Janiak és Gerard Gillum írta, producere Matt Burns.

## Háttér
2015 márciusában Britney arról nyilatkozott, hogy új dalt vettek fel a stúdióban. Ezt követően a Las Vegas Sun jelentette be, hogy az új Britney dal címe "Make Me". A dal már májusban megjelent volna, melyet Britney elő is adott volna a 2016-os Billboard Music Awards-on, végül elhalasztották kiadását, így hivatalosan július 15-én jelent meg. A "Make Me..." videóklipjét június 2-án forgatták, Britney ekkor árulta el, hogy  az új dala közreműködője G-Eazy.

## Videóklip
A "Make Me..." videóklipjét már a kislemez megjelenése előtt leforgatták, 2016. június 2-án. A videót David LaChapelle rendezte, aki már korábban dolgozott Britney-vel az Everytime klipjén. A videóklip megjelenése következtében számos vita adódott, végül annál maradtak, hogy újraforgatják a klipet, az új változat 2016. augusztus 5-én jelent meg, melyet Randee St. Nicholas rendezett. Az eredeti videóklipért petíciót indítottak Britney kiadója ellen.
Az alternatív klipben Britney és barátnői egy férfival beszélgetnek, akit elhívnak a castingra. A castingon Britney több férfi produkcióját megnézi közben. Több jelenetben is látható Britney két fal között táncolva, ezután végül azzal a férfival kezd el szeretkezni, akit a klip elején hívtak el a válogatásra. A videóban továbbá feltűnik G-Eazy rap verse alatt, viszont csak a TV-n. A videóklipben van néhány termékmegjelenítés, például a BMW i8-as autó, Eos szájfény, Orangetheory Fitness és Sony televízió.
Az eredeti videóklipből sok jelenet kiszirvágott, ezek kevésbé jó minőségben vannak fent az interneten. Britney és férfi táncosai egy sztriptíz rudakkal teli szobában táncolnak, másik jelenetben edzenek a fiúk miközben Britney TV-t néz, ezután az énekesnő kidobja a készüléket az ablakon, az a medencébe esik, ahol éppen egy férfi tartózkodott, így a következő jelenetben egy holttestet lehet látni a vízben. Britneyről ekkor jönnek a más jelenetek, egy ketrecben ül és táncol. Ebben a videóban Britney és G-Eazy együtt jelennek meg.
A Fuse TV szerint 2016 legjobb videóklipje a "Make Me..." lett.

## Élő előadások
Britney 2016. augusztus 18-án adta elő legelőször a dalt, a Britney: Piece of Me showján, 9 év után ismét fellépett az MTV Video Music Awards-on, a színpadon csatlakozott hozzá G-Eazy, akivel közösen előadták a számot. Szeptember elsején pedig a Today Showban adták le a "Make Me..." előadását Las Vegasból, a Britney: Piece of Me showról rögzítve. Ugyanabban a hónapban az énekesnő fellépett az iHeartRadio Music Festival-on, ahol előadta  a dalt G-Eazy-vel. Britney a londoni  Apple Music Festival-on is előadta a számot, ezt követően a The Jonathan Ross Show-ban, majd december 2-án a Jingle Ball-on, december 3-án pedig a Triple Ho Show fellépője volt. December 10-én a Pepsi Jingle Bash-on is fellépett, ismét G-Eazy-vel.

## Slágerlistás helyezések
| Slágerlista (2016)                    | Legmagasabb helyezés |
| ------------------------------------- | -------------------- |
| Ausztrália (ARIA)                     | 39                   |
| Ausztria (Ö3 Austria Top 40)          | 61                   |
| Belgium (Ultratip Flanders)           | 33                   |
| Belgium (Ultratip Wallonia)           | 17                   |
| Kanada (Canadian Hot 100)             | 20                   |
| Kanada CHR/Top 40 (Billboard)         | 18                   |
| Kanada Hot AC (Billboard)             | 30                   |
| Csehország (Singles Digitál Top 100)  | 51                   |
| Finnország (Latauslista)              | 8                    |
| France (SNEP)                         | 11                   |
| Németország (Media Control Charts)    | 71                   |
| Magyarország (Single Top 40)          | 6                    |
| Írország (IRMA)                       | 51                   |
| Izrael (Media Forest)                 | 9                    |
| Italy (FIMI)                          | 56                   |
| Japán (Billboard Japan Hot 100)       | 46                   |
| Skócia (Scottish Singles Top 40)      | 17                   |
| Szlovákia (Singles Digitál Top 100)   | 52                   |
| Spain (PROMUSICAE)                    | 80                   |
| Svájc (Schweizer Hitparade)           | 58                   |
| Egyesült Királyság (UK Singles Chart) | 42                   |
| US Billboard Hot 100                  | 17                   |
| US Adult Top 40 (Billboard)           | 34                   |
| US Hot Dance Club Songs (Billboard)   | 1                    |
| US Mainstream Top 40 (Billboard)      | 20                   |

## Minősítések
| Ország                  | Minősítések | Eladás  |
| ----------------------- | ----------- | ------- |
| Kanada (Music Canada)   | Arany       | 40,000  |
| Egyesült Államok (RIAA) | Arany       | 500,000 |